# Шишацкий, Андрей Владимирович
Андрей Владимирович Шишацкий (укр. Андрій Володимирович Шишацький; род. 12 октября 1965, Славянск, Донецкая область, УССР, СССР) — украинский государственный деятель, экономист, руководитель предприятий.

## Биография
Родился 12 октября 1965 года в городе Славянск Донецкой области УССР в семье учителей точных наук.
С 1983 по 1990 год учился в Донецком государственном университете, специальность «экономика труда».
С 1984 по 1986 год служил в рядах Советской Армии.
В 2007 году получил образование по специальности «бизнес-администрирование» (магистр MBA) в Международном институте менеджмента (МИМ-Киев).

## Карьера и бизнес
С 1990 по 1995 год — инженер, заместитель начальника по сбыту, начальник финансово-сбытового отдела, заместитель директора Донецкого завода крупнопанельного домостроения (ДЗКПД) комбината «Донецкшахтострой».
С 1995 по 2003 год — директор Донецкого завода крупнопанельного домостроения (ДЗКПД) комбината «Донецкшахтострой».
С 2003 по 2007 год — генеральный директор ОАО «Харцызский трубный завод». Под управлением Шишацкого на заводе была введена интегрированная Система менеджмента, в основу которой положены стандарты ISO 9001, API Spec Q1, ДСТУ ISO 9001 ( Система менеджмента качества), ISO 14001 (Система менеджмента окружающей среды), OHSAS 18001 (Система менеджмента охраны труда и техники безопасности).
С 2007 по 2010 год — директор ООО «Фармация Донбасса».
Андрей Шишацкий является почти миллионером. В налоговой декларации за 2010 год он указал сумму совокупного дохода в размере 999 тыс. 960 грн. Из них дивиденды, проценты, роялти составили 841 тыс. 402 грн. Заработная плата – 158 тыс. 557 грн..

## Политическая деятельность
Депутат Донецкого областного советаV і VI созыва.
15 апреля 2010 года избран председателем Донецкого областного совета.
С 12 июля 2011 по 2 марта 2014 года был председателем Донецкой областной государственной администрации.
Пребывая на посту губернатора Донецкой области активно продвигал развитие медицинской сферы в регионе, поддерживал программы по борьбе с сиротством и помощи тяжелобольным детям, а также активно боролся с нелегальным игорным бизнесом.
Со 2 марта по 24 апреля 2014 года — вновь глава Донецкого областного совета.
9 апреля 2014 года добровольно подал в отставку с поста председателя Донецкого облсовета.
В конфликте в Донбассе неоднократно призывал к мирному урегулированию конфликта, выступая за неделимую Украину:

Я никогда не скрывал – я за сильную, единую и неделимую Украину! И я говорю это еще и еще раз здесь и сейчас!
Нам нельзя допустить раскола страны! .

16 июля 2015 года прокуратура Донецкой области возбудила против Шишацкого уголовное дело по факту содействия деятельности ДНР и проявлений сепаратизма, но в 2017 году дело было закрыто по причине отсутствия состава преступления.

## Семья
Жена — Лариса, долгое время работала на кафедре украинского языка Донецкого национального университета.
Сыновья — Павел, 1988 г.р. и Артём, 2008 г.р.
Дочь — Ольга, 1997 г.р.

## Награды и звания
22 января 2007 года награждён орденом «За заслуги» III степени.
7 ноября 2012 года стал победителем в номинации «Содружество» и удостоен звания «Человек года» в России.
5 июля 2012 года орденом «За заслуги» II степени За значительный личный вклад в подготовку и проведение на Украине финальной части чемпионата Европы 2012 года по футболу, успешную реализацию инфраструктурных проектов, обеспечения правопорядка и общественной безопасности во время турнира, повышение международного авторитета Украинского государства, высокий профессионализм.

## Интересные факты
- Серьёзно занимается спортом и является профессиональным пловцом — ежедневно перед работой проводит в бассейне около часа, где проплывает олимпийскую норму в несколько километров[3][21].
- Пьет белые сухие вина[22].
- Слушает Джо Дассена, шансон и Smokie[22].